# 奥武山捕虜収容所

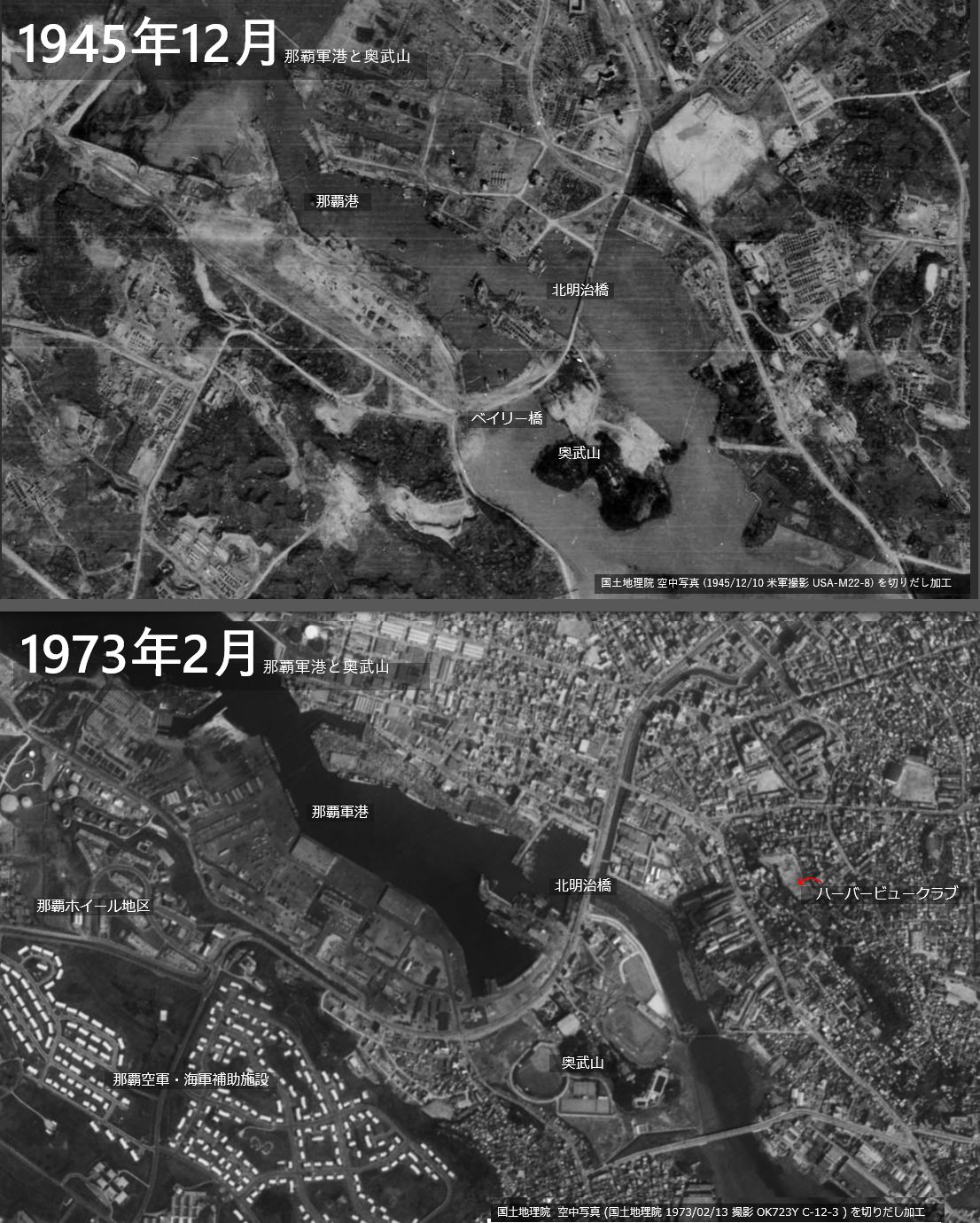
1945年、奥武山捕虜収容所（1945年-1947年）のあった奥武山は、国場川と漫湖に浮かぶ島であったが、米軍が南明治橋とその周辺を埋め立て軍道3号線建設と港湾拡張を進め、1973年には奥武山が小禄半島と地続きになっている。米軍は那覇軍港の貯油タンクから奥武山運動場を通し壷川に直線でパイプラインを通した（陸軍貯油施設北上パイプライン）。

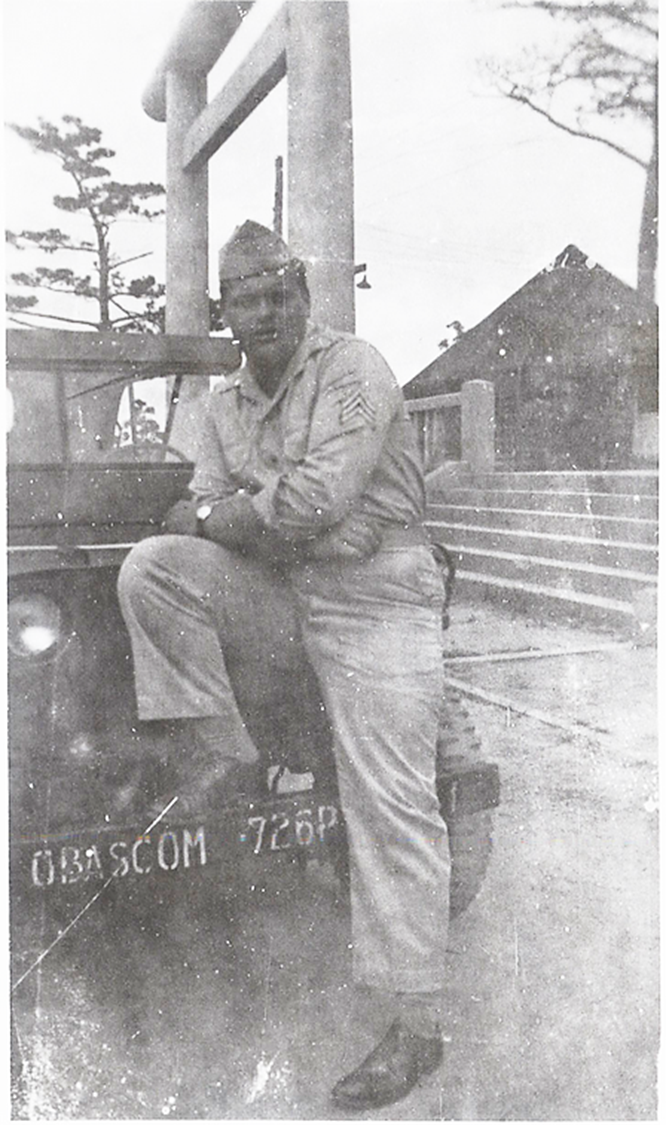
奥武山捕虜収容所でポーズをとる米兵。背景は奥武山護国神社の鳥居と思われる。

奥武山捕虜収容所（おうのやまほりょしゅうようしょ）は、沖縄戦で米軍が現在の那覇市奥武山に設置した日本兵捕虜収容所の一つである。那覇軍港（那覇港湾施設）に設置され、民間人の帰村や再定住が定まらない状態にあった1945年から1947年にかけて、那覇軍港の港湾業務を担う労働力となった。

## 概要
1945年、沖縄戦のさなかから米軍は捕虜として捕らえた日本軍の兵士、朝鮮人軍夫、地元の防衛隊員、沖縄の学徒兵らを捕虜収容所に収容した。捕虜は、いったん糸満や豊見城村伊良波などの一時的な収容所に収容された後、屋嘉捕虜収容所へと送られた。
米軍は6月半ばから急増する捕虜の数に対応するため、また中南部に軍事施設を集中的に建設し、港湾労働や兵站業務に捕虜の労働力を必要としたため、さらに7箇所に捕虜収容所を設置した。
| 沖縄の捕虜収容所 | 沖縄の捕虜収容所 | 沖縄の捕虜収容所 | 収容者数 1946年5月時点 |
| ---------------- | ---------------- | ---------------- | ---------------------- |
| 本部             | 屋嘉捕虜収容所   | 金武町屋嘉       | 287                    |
| 1                | 牧港捕虜収容所   | 浦添市           | 3,531                  |
| 2                | 楚辺捕虜収容所   | 読谷村高志保     | 2,075                  |
| 3                | 奥武山捕虜収容所 | 那覇市           | 1,560                  |
| 4                | 小禄捕虜収容所   | 那覇市           | 1,459                  |
| 6                | 普天間捕虜収容所 | 宜野湾市         | 718                    |
| 7                | 嘉手納捕虜収容所 | 北谷町           | 2,874                  |
|                  | 入院(第9病院)等  |                  | 187                    |

米軍の軍政報告書は、沖縄戦で男性労働力の喪失は沖縄の全人口のわずか9%に落ち込み、また住民も収容所に収容されているため、当面の有効な労働力として約1万2000人の日本軍捕虜を必要としたことを記録している。捕虜は主に軍港や飛行場の兵站業務や、急ピッチで進められる基地建設に関連する労働に使役された。
米軍は基地建設の弊害となる住民を北部の民間人収容所に集中的に移送し続けた一方で、捕虜収容所が米軍の軍事施設が並ぶ中南部の主要な基地に付随して設置されたのは、そのためである。

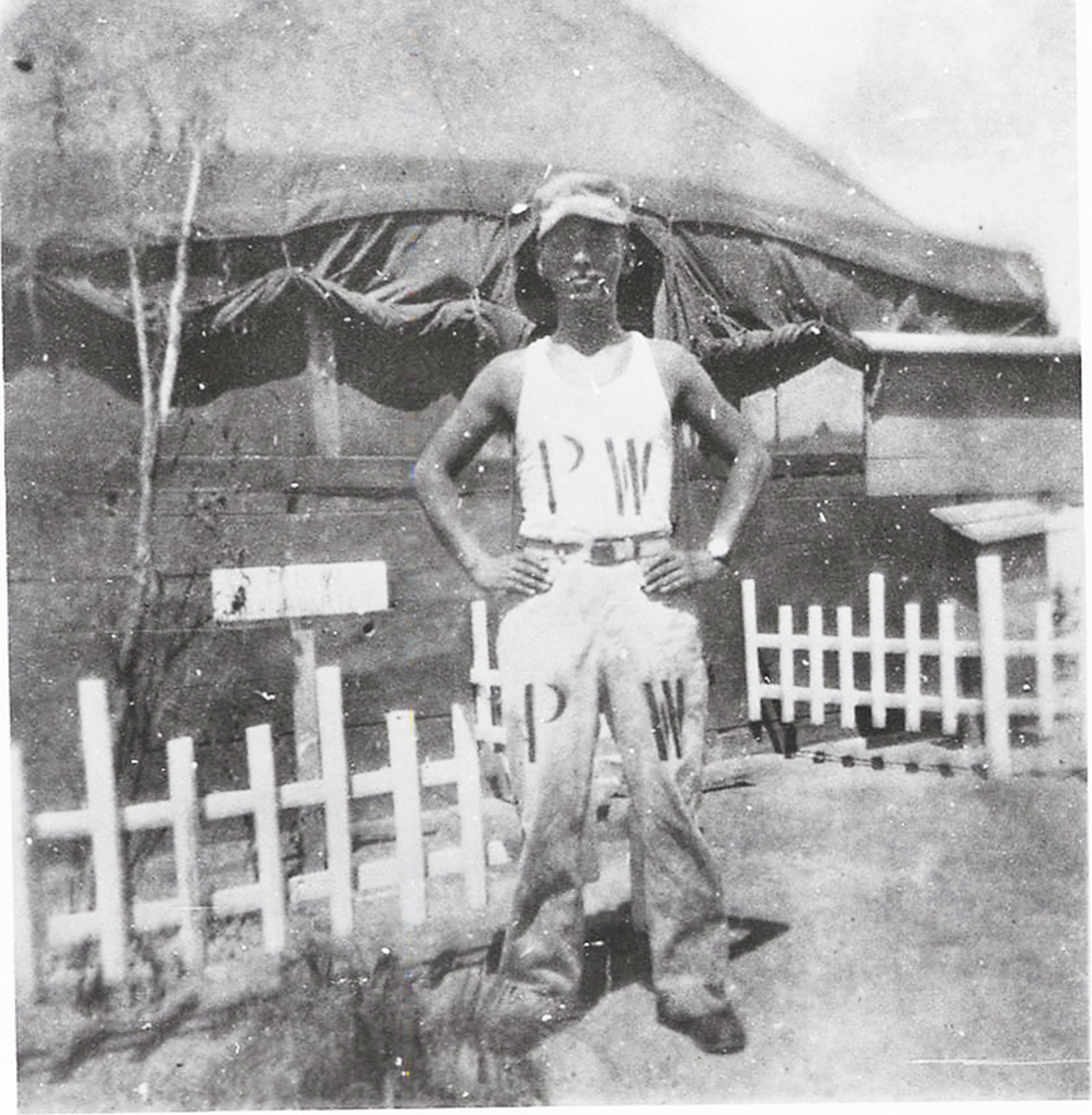
捕虜 (prisoners of war) を表す PW の文字が塗られた作業服。奥武山捕虜収容所。

## 奥武山捕虜収容所

### 那覇軍港と捕虜収容所
1945年4月1日以降、米軍上陸地点となった読谷村の渡具知海岸とその読谷村全域で、米軍は軍道を拡張し、物資補給の兵站基地をはじめとした何百もの軍事施設を建設した。米陸軍の記録では、1945年4月1日から6月30日までの間に推定約200万トン以上の貨物が沖縄に荷降ろしされた。これは1日平均約22,200トンの物資となる。6月7日に米軍は那覇港を開港し、港湾施設の整備を開始した。6月末までには西海岸における大部分の荷下ろしで那覇港が使用されるようになった。
那覇港と旧那覇市は、1944年10月10日の十・十空襲で那覇市街の9割が失われ、沖縄戦後も旧那覇市の大部分が全体が占領されたまま、住民が立ち入ることのできない大規模な軍事領域となっていた。住民は民間人収容所に収容されており、また肉体労働に適合する県内の成人男性の人口は沖縄戦のために極めて低く、わずか9%であった。
そんななか、米軍は膨大な港湾業務を補うための安定した労働供給源として奥武山に捕虜収容所を設置した。1945年12月頃には宮古島から約8000人の捕虜が移送され、それぞれ小禄、奥武山、普天間、嘉手納の捕虜収容所に収容された。奥武山捕虜収容所が那覇軍港に付随すると同様に、小禄捕虜収容所は那覇エアベース (米軍那覇飛行場) の労務を担っていた。
読谷村の楚辺捕虜収容所では捕虜のストライキもおこっているが、米軍の捕虜収容所では基本的にはジュネーブ条約に沿った収容所運営がなされており、国際赤十字の査察もあった。

### 復員
作戦参謀八原博通ら将校クラスは、収容所内での労働も免除されており、第一弾の復員が1945年12月31日に実現している一方、沖縄での米軍の軍作業を担った兵士の復員については、やっと1946年10月3日から第一弾の復員が開始された。

捕虜収容所の収容者らが発行していた「沖縄新聞」第23号（1946年10月4日）によると、第１回目の復員は那覇軍港からと牧港から、二隻の LST で出港したことが記録されている。
1947年2月までには沖縄島の捕虜収容所からの復員はすべて完了し、捕虜収容所は閉鎖された。

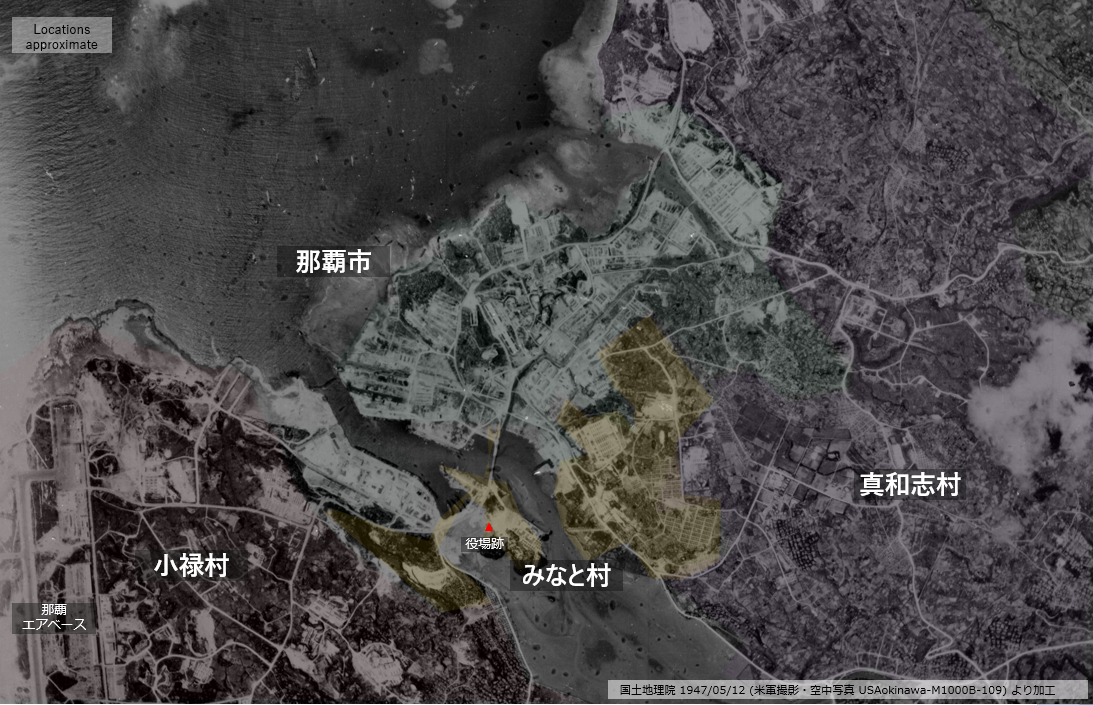
特殊行政区「みなと村」

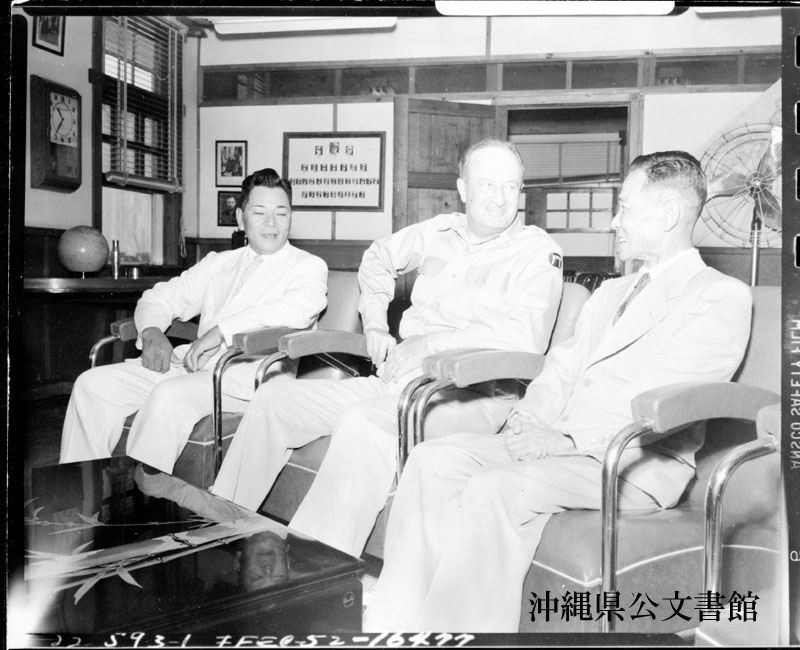
国場幸太郎 (1952年)

## 「みなと村」の形成
日本軍捕虜の帰還が段階的に進み、8カ所の捕虜収容所が閉鎖されていくのと同時に、米軍は沖縄の封鎖をゆるめ、46年8月から沖縄への帰還 (引揚げ) の門口が開かれる。久場崎桟橋とインヌミ収容所を玄関として1946年末までに11万人が沖縄島に帰還した。この引き上げの波が、日本軍捕虜と入れ替わるかたちで住民を新たに米軍の軍作業の担い手とするシフトを形成する。
戦時下において、日本軍の小緑飛行場 (那覇飛行場) 、読谷飛行場、嘉手納飛行場、伊江島飛行場、与那原飛行場、牧港飛行場を次々と請負った國場組創業者の国場幸太郎は、沖縄が地上戦で壊滅しているあいだは熊本に、また國場組従業員140人は国頭地方の山中に仮小屋をつくって避難し、「幸いにも日米の地上戦に巻き込まれることなく、無事に終戦の日を迎えることができた」。
熊本で終戦を迎えた幸太郎は、正規の引揚げを待ちきれず、1946年7月に密航船で沖縄に帰還する。その年の12月、国場幸太郎は早々に今度は米軍から那覇港湾の那覇港湾作業隊の支配人に任命され、那覇軍港の港湾事業に特化した特別行政区「みなと村」の村長も兼任した。役場庁舎は同じ奥武山捕虜収容所がおかれていた奥武山の世持神社が使われた。
このようにして、1,500人あまりの奥武山捕虜収容所の日本軍捕虜が担っていた那覇軍港の港湾労働は、みなと村の2,000人規模の「那覇港湾作業隊」にスライドする形で継続された。